# Centaurea cadmea
Centaurea cadmea — вид рослин з роду волошка (Centaurea), з родини айстрових (Asteraceae).

## Опис рослини
Це багаторічна рослина з дерев'яним кореневищем, що закінчується розеткою листя і кількома прямовисними чи висхідними стеблами 10–35 см, розгалуженими зверху з 2–12 квітковими головами. Листки запушені, базальні та нижні 1–2-перисті, кінцеві сегменти 2–5 мм ушир, кінцеві трохи більші, серединні листки перисто-розсічені, верхні прості. Кластер філаріїв (приквіток) 11–16 × 9–12 мм, від яйцюватого до кулястого; придатки великі, приховують базальні частини філаріїв. Квітки трояндово-пурпурні. Сім'янки 3–3.5 мм; папуси 3.5–4.5 мм. Період цвітіння: червень — липень.

## Середовище проживання
Ендемік Туреччини. Населяє вапнякові породи.